# Сульфид мышьяка(III)
Сульфид мышьяка(III) — бинарное неорганическое соединение мышьяка и серы с формулой As2S3, тёмно-жёлтые кристаллы, нерастворимые в воде, ядовит.

## Получение
- В природе встречается минерал аурипигмент — As2S3

- Сплавление мышьяка с серой в инертной атмосфере даёт смесь продуктов:

{\displaystyle {\mathsf {As\ {\xrightarrow[{S}]{500-600^{o}C}}\ As_{2}S_{3},As_{2}S_{5},As_{4}S_{4}}}}
- Растворение оксида мышьяка в насыщенном растворе сероводорода:

{\displaystyle {\mathsf {As_{2}O_{3}+3H_{2}S\ {\xrightarrow {}}\ As_{2}S_{3}\downarrow +3H_{2}O}}}
- Сплавление  оксида мышьяка с серой:

{\displaystyle {\mathsf {2As_{2}O_{3}+9S\ {\xrightarrow {300^{o}C}}\ 2As_{2}S_{3}+3SO_{2}}}}

## Физические свойства
Сульфид мышьяка(III) образует тёмно-жёлтые кристаллы моноклинной сингонии, пространственная группа P 21/n, параметры ячейки a = 1,147 нм, b = 0,957 нм, c = 0,424 нм, β = 90,45°, Z = 4.
Кристалл образован молекулами димерами As4S6.
Практически нерастворим в воде, p ПР = 25÷29.
Растворяется в этаноле, не растворяется в сероуглероде, бензоле.

## Химические свойства
- Разлагается перегретым па́ром:

{\displaystyle {\mathsf {As_{2}S_{3}+3H_{2}O\ {\xrightarrow {200-250^{o}C}}\ As_{2}O_{3}+3H_{2}S}}}
- Окисляется горячими серной и азотной кислотами:

{\displaystyle {\mathsf {As_{2}S_{3}+9H_{2}SO_{4}\ {\xrightarrow {100^{o}C}}\ As_{2}O_{3}\downarrow +12SO_{2}+9H_{2}O}}}
{\displaystyle {\mathsf {As_{2}S_{3}+24HNO_{3}\ {\xrightarrow {100^{o}C}}\ As_{2}O_{3}\downarrow +24NO_{2}+3H_{2}SO_{4}+9H_{2}O}}}
- Реагирует с щелочами:

{\displaystyle {\mathsf {As_{2}S_{3}+6NaOH\ {\xrightarrow {}}\ Na_{3}AsO_{3}+Na_{3}[AsS_{3}]+3H_{2}O}}}
- Окисляется горячей концентрированной перекисью водорода:

{\displaystyle {\mathsf {As_{2}S_{3}+14H_{2}O_{2}\ {\xrightarrow {}}\ 2H_{3}AsO_{4}+3H_{2}SO_{4}+8H_{2}O}}}
- Окисляется кислородом воздуха при прокаливании:

{\displaystyle {\mathsf {2As_{2}S_{3}+9O_{2}\ {\xrightarrow {500^{o}C}}\ 2As_{2}O_{3}+6SO_{2}}}}
- Реагирует с серой при сплавлении:

{\displaystyle {\mathsf {As_{2}S_{3}+2S\ {\xrightarrow {100-120^{o}C}}\ As_{2}S_{5}}}}
- С сульфидами щелочных металлов образует тиоарсениты:

{\displaystyle {\mathsf {As_{2}S_{3}+3Na_{2}S\ {\xrightarrow {}}\ 2Na_{3}[AsS_{3}]}}}
- С сульфидами щелочных металлов с серой образует тиоарсенаты:

{\displaystyle {\mathsf {As_{2}S_{3}+3Na_{2}S+2S\ {\xrightarrow {}}\ 2Na_{3}[AsS_{4}]}}}

## Применение
- Полупроводниковые материалы.
- Для изготовления волоконных световодов для инфракрасного излучения.
- Пигмент.

## Токсичность
Как сульфид мышьяка, так и остальные соединения мышьяка ядовиты. Является сильным канцерогеном, как и остальные соединения мышьяка.